# Metartjärnen (Degerfors socken, Västerbotten)
Metartjärnen är en sjö i Vindelns kommun i Västerbotten och ingår i Umeälvens huvudavrinningsområde.